# Desmossomo

Desmosoma

Desmossomo (do grego desmos, ligação, e somatos, corpo) é uma junção celular constituída por duas partes, uma delas na membrana de uma das células e a outra, na membrana da célula vizinha.
Assim, um desmossoma consiste de duas placas circulares de proteínas especiais (placoglobinas e desmoplaquinas), uma em cada célula. De ambas as placas partem filamentos constituídos por outras proteínas (desmogleínas e desmocolinas), que atravessam as membranas plasmáticas e atingem espaço entre as células onde se associam.
Essa associação dos filamentos no espaço extracelular mantém firmemente unidas as duas placas desmossômicas e, consequentemente, as células que as contêm. As partes das placas desmossômicas voltadas para o interior das células associam-se aos filamentos de queratina do citoesqueleto, promovendo o firme ancoramento do desmossomo em toda a estrutura celular.

## Desmosoma
Especialização da superfície celular compartilhada por duas células. Trata-se de um espessamento nas células anteriores membranas das células, entre os quais se encontra uma substância colante. Dos espessamentos partem tonofibrilas em direcção ao citoplasma.